# Patrouilleur hauturier
Les patrouilleurs hauturiers, ou PH (anciennement patrouilleurs océaniques ou PO), sont un programme de dix patrouilleurs de la Marine nationale, qui seront basés sur les trois façades maritimes métropolitaines de la France, où ils remplaceront les patrouilleurs de la classe d'Estienne d'Orves arrivés en fin de vie, avec toutefois un tonnage et des capacités étendues. Les sept premiers exemplaires ont été commandés fin 2023 et doivent être livrés à la Marine entre 2027 et 2030, conformément à la Loi de programmation militaire (LPM) 2024-2030. Il est prévu de livrer les trois derniers exemplaires à l’horizon 2035, mais la Marine souhaiterait que les trois derniers exemplaires soient livrés dans la foulée afin de remplir ses missions, particulièrement dans le domaine ASM, quitte à décaler le renouvellement des frégates de surveillance de la classe Floréal.

## Historique

### Genèse
Les travaux liés au programme BATSIMAR et à la Revue stratégique de défense et de sécurité nationale 2017 ont établi que la protection des approches maritimes et des intérêts en mer des départements, régions et collectivités d'outre-mer nécessitaient des moyens aptes à s'opposer aux actions terroristes et aux menaces d'incursions. Ils ont défini deux familles de navires de patrouille : les patrouilleurs hauturiers (PH) et les patrouilleurs outre-mer (POM). Les patrouilleurs hauturiers sont appelés à remplacer les patrouilleurs de la classe d'Estienne d'Orves, ex-avisos A69, basés en Métropole, dont il restait cinq unités en activité à la mi-2024.

### Développement
Après le lancement du programme de patrouilleur outre-mer en aout 2018, le programme de patrouilleur hauturier est annoncé le 25 juin 2020 par le ministère des Armées, à l'issue du Comité ministériel d’investissement du 10 juin 2020. Les patrouilleurs hauturiers auront pour missions le soutien à la dissuasion, la présence dans les zones de souveraineté et d’intérêt économique, l'évacuation, la protection, l'escorte et l'intervention dans le cadre de l’action de l’État en mer. La Marine nationale obtient en 2021 que ces navires soient dotés d'une capacité militaire un peu plus étendue qu'envisagée au départ, ce qui nécessite une extension de budget.
Le 14 octobre 2021, la Direction générale de l'Armement (DGA) notifie à Naval Group le contrat de conception détaillée des navires.

### Commande
La DGA commande le 17 novembre 2023 une première tranche de sept patrouilleurs hauturiers, livrables de fin 2026 à 2030. Cette commande fait l’objet de trois marchés, pour un montant total d'environ 900 millions d’euros (non détaillé par la DGA) :
- La construction sera réalisée par le groupement momentané d’entreprises composé de CMN, Piriou et Socarenam.
- L'assistance à la maitrise d’ouvrage et la réalisation du système de combat ont été attribuées à Naval Group.
- Thalès équipera les navires de la dernière génération d’équipements de surveillance maritime (sonar de coque Bluewatcher, radar de surveillance compact multimissions, et IFF - système d’identification ami/ennemi).

### Construction
Ce programme voit l'alliance inédite de trois chantiers français habituellement concurrents : Piriou à Concarneau, CMN à Cherbourg, et Socarenam basé à Calais, Saint-Malo et Boulogne-sur-Mer. Ils construiront sous une direction commune les sept unités à partir de 2024 avec le soutien de l'architecte industriel Naval Group.
La mise sur cale du premier bloc du premier exemplaire a eu lieu le 3 septembre 2024 au chantier naval Piriou à Concarneau.

## Caractéristiques
Ces navires seront longs de 92 mètres et présenteront un tonnage à pleine charge d'environ 2 400 tonnes. Ils auront une distance franchissable de 6 000 nautiques (11 100 km) et pourront accueillir 84 personnes à bord (équipage plus passagers). Ils pourront embarquer les EDO NG et ETRACO NG de la Marine. Le hangar et la plage arrière pourront accueillir le futur Guépard Marine ou un hélidrone de type VSR700.
Les patrouilleurs seront équipés d'un lanceur double téléopéré SIMBAD RC pour missiles MISTRAL antiaériens (portée 8 km), mais aussi capables d'intercepter une embarcation rapide,, d'un système d'arme rapproché RapidFire Naval, conçu par Nexter et Thales autour de son canon à munition télescopée 40 CTC, muni d’un système de conduite de tir optronique, d’une portée de 4 000 m et d’une cadence de tir de 200 coups/min. Ils seront équipés du sonar de coque Bluewatcher de Thalès dans le cadre de leur mission de soutien à la dissuasion nucléaire.

## Utilisateurs

### Marine nationale
10 patrouilleurs sont prévus pour équiper la Marine nationale, dont 7 sont livrables entre fin 2026 et 2030, et 3 supplémentaires seront livrables entre 2031 et 2035.
Dans la continuité des patrouilleurs Outre-mer qui portent les noms de compagnons de la Libération, les futurs patrouilleurs hauturiers porteront le nom de personnes s'étant illustrées lors de la Seconde Guerre mondiale contre l'occupation allemande, sauf un qui portera le nom de l'île de Sein, commune française la plus décorée au titre de cette guerre (compagnon de la Libération, croix de guerre 1939-1945, et médaille de la Résistance). Trois de ces noms ont déjà été ceux d'avisos de type A69 que les patrouilleurs vont remplacer — D'Estienne d' Orves, Commandant Ducuing et Quartier-maître Anquetil — mais les autres sont nouveaux. Sont ainsi honorés l'amiral et résistant Trolley de Prévaux et le fusilier marin Yves Nonen, tous deux compagnons de la Libération, les résistantes Émilienne Moreau, compagnonne de la Libération, Andrée Borrel et Jeanne Bohec et l'enseigne de vaisseau et infirmière Jacqueline Carsignol. C'est la première fois, en dehors de celui de Jeanne d'Arc, que des navires de combat de la Marine nationale porteront le nom d'une femme.
| indicatif visuel | Nom                       | Première découpe | Mise sur cale | Mise à l'eau | Essais en mer | Livraison  | Service actif | Base navale |
| ---------------- | ------------------------- | ---------------- | ------------- | ------------ | ------------- | ---------- | ------------- | ----------- |
| P...             | Trolley de Prévaux        | 20 mai 2024      | 03/09/2024    | 27/02/2026   | 08/09/2026    | 17/04/2027 |               |             |
| P...             | D’Estienne d’Orves        | 27/01/2025       |               |              |               | 2027       |               |             |
| P...             | Émilienne Moreau          | 26/02/2025       |               |              |               | 2028       |               |             |
| P...             | Premier maître Yves Nonen | 25/08/2025       |               |              |               | 2029       |               |             |
| P...             | Commandant Ducuing        |                  |               |              |               | 2029       |               |             |
| P...             | Quartier-maître Anquetil  |                  |               |              |               | 2030       |               |             |
| P...             | Jeanne Bohec              |                  |               |              |               | 2030       |               |             |
| P...             | Andrée Borrel             |                  |               |              |               | 2031       |               |             |
| P...             | Île de Sein               |                  |               |              |               | 2032       |               |             |
| P...             | Jacqueline Carsignol      |                  |               |              |               | 2033       |               |             |